# Johann Wolff von Luzern
Johann Wolff von Luzern, auch Hans der Wolff († Ende Februar 1393 in Frankfurt am Main), war ein Arzt und ab 1381 der erste Stadtphysicus von Frankfurt am Main.
Johann Wolff war vom 25. Juli 1381 bis September 1385 und erneut von Juli 1387 bis zu seinem Tode Ende Februar 1393 als Stadtarzt in Frankfurt tätig.
Sein Jahresgehalt betrug zunächst 20 Gulden und sechs Ellen Tuch für einen Rock, später erhielt er 58 und zuletzt 80 Gulden.
Seine Tochter, deren Name nicht überliefert ist, wurde vermutlich von ihm ausgebildet und trat nach seinem Tod ebenfalls als Ärztin in Erscheinung. 1394 erhielt sie vom Rat der Stadt zweimal eine Entlohnung für die Behandlung verwundeter Söldner.